# Teruhisa Komatsu
Teruhisa Komatsu (小松 輝久?, Komatsu Teruhisa; Tokyo, 12 agosto 1888 – Tokyo, 5 novembre 1970) è stato un ammiraglio giapponese, attivo durante la seconda guerra mondiale.
Si arruolò nella marina imperiale giapponese nel 1909 e si specializzò in artiglieria navale, divenendo inoltre nel 1913 membro della Camera dei pari. Dal 1915 iniziò la propria formazione al Collegio navale di Tokyo, studiando in due riprese nella 20ª classe, e terminò gli studi nel dicembre 1921. Frattanto aveva fatto alcune esperienze a bordo di grandi navi da guerra, cui nei primi anni venti seguì un incarico in uno stato maggiore e il compito di istruttore al Collegio; tuttavia tra 1925 e 1927 visse in Europa. Al rientro tenne il posto di vice-comandante sull'incrociatore leggero Isuzu e sulla nave da battaglia Nagato, quindi a fine 1930 fu promosso capitano di vascello. Comandò dapprima naviglio non combattente e solo a metà del decennio ebbe ai suoi ordini l'incrociatore pesante Nachi; tuttavia nel 1935 tornava al ruolo di istruttore. Contrammiraglio alla fine del 1936, fu in successione messo a capo della 1ª Squadriglia sommergibili e della Scuola sommergibilisti, sebbene non disponesse di una preparazione in merito. Nel 1940 divenne viceammiraglio e servì per oltre un anno nelle acque cinesi, comandando anche una delle componenti della Flotta dell'Area cinese.
A metà marzo 1942 sostituì il pari grado Mitsumi Shimizu al comando della 6ª Flotta, riunente i sommergibili più moderni a disposizione della marina imperiale: i battelli ebbero un ruolo centrale nel piano steso dall'ammiraglio Isoroku Yamamoto per la battaglia delle Midway, ma la sua gestione lasciò molto a desiderare, nonostante l'affondamento insperato della portaerei USS Yorktown. Tra l'agosto e il dicembre 1942 coordinò con ben altri risultati le azioni sottomarine giapponesi durante la campagna di Guadalcanal, riuscendo a distruggere la portaerei USS Wasp e a mettere fuori combattimento diverse altre unità pesanti; tuttavia non fu capace di recidere le linee di comunicazione marittime degli Alleati. Dopo un ruolo trascurabile nella disastrosa battaglia del Mare di Bismarck (marzo 1943), in giugno fu rimpatriato e ricoprì solo comandi a terra. Nel maggio 1945 fu posto in riserva e dopo la conclusione del conflitto fu componente della Camera dei consiglieri fino alla morte, avvenuta alla fine del 1970.

## Biografia

### Formazione e prima carriera
Teruhisa Komatsu nacque a Tokyo il 12 agosto 1888, figlio del capo della casata Kitashirakawa, un ramo cadetto del casato imperiale, ed ebbe il nome iniziale di Teruhisa Kitashirakawa-no-miya, il tradizionale suffisso di cortesia per un principe giapponese. In giovane età s'iscrisse all'Accademia navale di Etajima, studiò nella 37ª classe e si diplomò il 19 novembre 1909, ventiseiesimo su 179 allievi; ottenne il brevetto di aspirante guardiamarina e fu imbarcato sull'incrociatore corazzato Aso, di preda bellica russa: su questa unità effettuò la crociera d'addestramento all'estero. Il 20 luglio 1910, tornato in patria, fu trasferito sulla nave da battaglia Satsuma e in questa occasione fu fatto marchese della casata Komatsu, una branca nata dal ramo cadetto principale dei Fushimi: da allora in avanti fu conosciuto come Teruhisa Komatsu-no-miya. Divenuto guardiamarina il 15 dicembre 1910, dal 4 agosto 1911 frequentò il Corso base alla Scuola d'artiglieria navale e poi, dal 20 dicembre, il Corso base alla Scuola siluristi; il 24 aprile 1912, completata la formazione iniziale, passò a bordo della nave da battaglia Kawachi, dove il 1º dicembre ricevette i gradi di sottotenente di vascello. L'11 agosto 1913, tornato a terra, andò a Tokyo per ricevere l'investitura formale a membro della Camera dei pari (una specie di Senato) della Dieta imperiale, il Parlamento giapponese. Il 20 settembre riprese il servizio in mare a bordo dell'incrociatore protetto Soya catturato ai russi nel 1905. Il 27 maggio 1914 passò quindi sull'incrociatore da battaglia Kurama, ma già il 1º dicembre fu riassegnato a un incarico presso il 1º Distretto navale, con quartier generale a Yokosuka. Un anno più tardi, il 13 dicembre 1915, fu promosso tenente di vascello e intraprese il Corso B del Collegio navale, prestigiosa scuola che si occupava di fornire competenti ufficiali di stato maggiore: allievo nella 20ª classe, concluse gli studi nella primavera dell'anno seguente e dal 1º giugno 1916 attese al Corso avanzato della Scuola di artiglieria navale. terminatolo, fu imbarcato sull'incrociatore da battaglia Kongo appena entrato in servizio. Dall'11 settembre 1917 fece invece esperienza su naviglio leggero, dapprima la torpediniera Yugure e in seguito il cacciatorpediniere Urakaze. Il 19 giugno 1918 tornò a bordo di una grande unità da guerra, la moderna corazzata Yamashiro, quindi il 23 dicembre iniziò un secondo periodo di attività a terra presso il 1º Distretto navale. Il 1º dicembre 1919 decise di intraprendere il Corso A al Collegio navale.

### Gli anni venti e gli anni trenta
Nel corso degli studi nella 20ª classe al Collegio, Komatsu ricevette una promozione a capitano di corvetta il 1º dicembre 1920; l'anno successivo completò finalmente la sua preparazione e, appena diplomato, fu integrato nello stato maggiore del 2º Squadrone cacciatorpediniere. Il 10 novembre 1923 entrò al Collegio navale come istruttore ed ebbe una mansione minore in seno allo stato maggiore generale della marina. Il 16 dicembre 1924, per la terza volta, fu assegnato al 1º Distretto navale, ma vi rimase poco: difatti il 12 gennaio 1925, a proprie spese, intraprese un viaggio di studio nel Regno Unito. Visse all'estero a lungo e 1º dicembre fu reso edotto dell'avvenuta promozione a capitano di fregata; tornò infine in patria il 19 febbraio 1927 e il 1º aprile fu nominato comandante del cacciatorpediniere Hokaze, quindi in dicembre riprese l'incarico di istruttore al Collegio e una contemporanea mansione presso lo stato maggiore generale. A partire dal 10 dicembre dell'anno seguente servì in due turni con la funzione di vice-comandante dapprima sull'incrociatore leggero Isuzu, poi dal 15 novembre 1929 a bordo della nave da battaglia Nagato, ammiraglia della Flotta Combinata.
Il 1º dicembre 1930 Komatsu divenne capitano di vascello e concordemente comandante del posamine Itsukushima, poi il 14 novembre 1931 assunse il comando della nave appoggio sommergibili Jingei, prima esperienza per quanto indiretta con le forze sottomarine della flotta imperiale. Dal 1º dicembre 1932 fu infine alla testa dell'incrociatore leggero Kiso. Il 15 novembre 1933 Komatsu fu distaccato allo stato maggiore generale in attesa di assegnazione e vi rimase per un anno esatto: il 15 novembre 1934 fu infatti nominato comandante dell'incrociatore pesante Nachi, che comunque non guidò in alcuna azione dacché rimase in cantiere per una approfondita ricostruzione. Il 2 dicembre 1935 riebbe il vecchio incarico di istruttore presso il Collegio navale, che tenne per circa un anno; al momento della promozione a contrammiraglio, il 1º dicembre 1936, fu anche investito del comando della 1ª Squadriglia sommergibili. Un anno più tardi divenne addirittura direttore della Scuola sommergibilisti, un'assegnazione curiosa vista la specializzazione di Komatsu in artiglieria navale: comunque ricoprì tale posto per circa un anno, prima di essere nominato responsabile dell'addestramento al Collegio navale il 15 novembre 1938. È possibile che la carriera di Komatsu sia stata influenzata dai suoi legami parentali: egli era infatti cugino dell'imperatrice Kōjun, consorte di Hirohito, con il quale aveva stretto una sincera e profonda amicizia.

### La seconda guerra mondiale

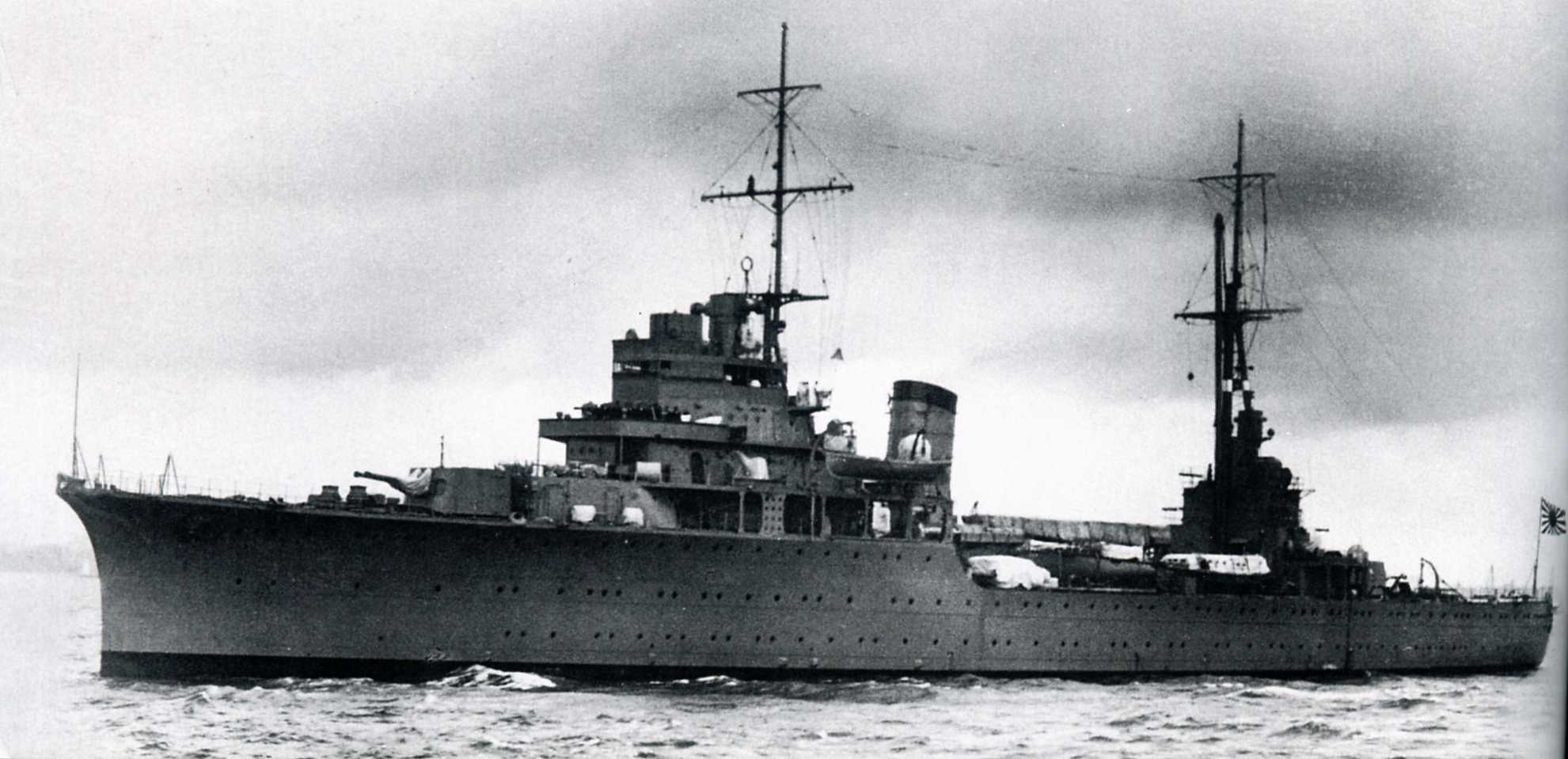
L'incrociatore Katori, ammiraglia di Komatsu nel 1942-1943

Il 15 novembre 1940 Komatsu fu promosso viceammiraglio e trasferito dal Collegio al posto di comandante in capo del Distretto di guardia di Ryojun, un quartier generale dotato di forze navali leggere e reparti terrestri per garantire la sicurezza delle acque della Manciuria e della penisola di Liaodong. Il 5 dicembre 1941, due giorni prima dell'attacco di Pearl Harbor e della deflagrazione della guerra anche in Asia e nell'Oceano Pacifico, Komatsu successe al viceammiraglio Boshirō Hosogaya alla testa della 1ª Flotta di spedizione in Cina, coordinandone le azioni di pattugliamento e appoggio alle pur stagnanti operazioni terrestri. Il 14 febbraio 1942 fu comunque richiamato in patria e, dopo un breve periodo di riposo, lo stato maggiore generale lo nominò il 16 marzo comandante della 6ª Flotta, che riuniva il naviglio sottomarino più moderno: questa formazione conobbe un impegno intenso durante i primi mesi di ostilità e contribuì alla serie di successi nipponici, ma la dottrina operativa allora vigente nella marina imperiale imponeva di dare la precedenza alle navi da guerra, piuttosto che ai vulnerabili e più preziosi mercantili. Nel maggio 1942 Komatsu fu coinvolto nella pianificazione dettagliata dell'attacco generale all'atollo di Midway, che doveva essere occupato per attirare in battaglia le portaerei statunitensi superstiti e annientarle in una serie di azioni offensive. Di capitale importanza era dunque conoscere in anticipo i movimenti navali e le disposizioni difensive statunitensi: di questo compito delicato fu investita la 6ª Flotta, che avrebbe dovuto costituire due sbarramenti di sommergibili a est di Midway entro il 2 giugno, segnalare il passaggio delle portaerei e infine contribuire a distruggere la Flotta del Pacifico statunitense. Tuttavia, nel corso delle sessioni tenutesi a bordo della grande nave da battaglia Yamato, Komatsu non si fece mai vedere e inviò in sua vece una piccola delegazione di giovani ufficiali. Una simile inadempienza si può spiegare con l'arroganza della persona e, forse, con l'interesse intempestivo per le operazioni successive a una vittoria data per scontata.
L'attacco iniziò il 26 maggio e le varie squadre indipendenti fecero rotta sull'atollo; la 6ª Flotta, in virtù del suo ruolo di picchetto, si era già dispiegata a metà mese da Kwajalein, dove si trovava Komatsu a bordo della sua ammiraglia Katori: il piano prevedeva il posizionamento di tredici battelli (I-168, I-169, I-171, I-174, I-175 del 3º Squadrone, I-156, I-157, I-158, I-159, I-162 del 5º Squadrone, I-121, I-122, I-123 del 13º Squadrone), ma si verificò un imprevisto. L'usura di alcuni dei sommergibili – nel dettaglio appartenenti al 5º Squadrone – costrinse a riparazioni d'emergenza negli arsenali giapponesi e quindi lo schermo a est di Midway rimase incompleto sino al 4 giugno, quando ormai aveva perso gran parte della sua utilità. Le Task force 16 e 17 passarono così inosservate e, grazie al lavoro di decrittazione compiuto dai servizi della marina statunitense, si posizionarono a nord di Midway e tra il 4 e il 6 giugno inflissero una grave sconfitta alla 1ª Flotta aerea del viceammiraglio Chūichi Nagumo, dopo la quale tutte le altre squadre giapponesi ripiegarono. Tuttavia il 6 giugno l'I-168 si avvicinò alla danneggiata portaerei USS Yorktown e la centrò con due siluri, facendola affondare il giorno seguente: questa contropartita e la sua parentela furono molto probabilmente gli unici fattori che risparmiarono a Komatsu una destituzione immediata come capro espiatorio della disfatta.

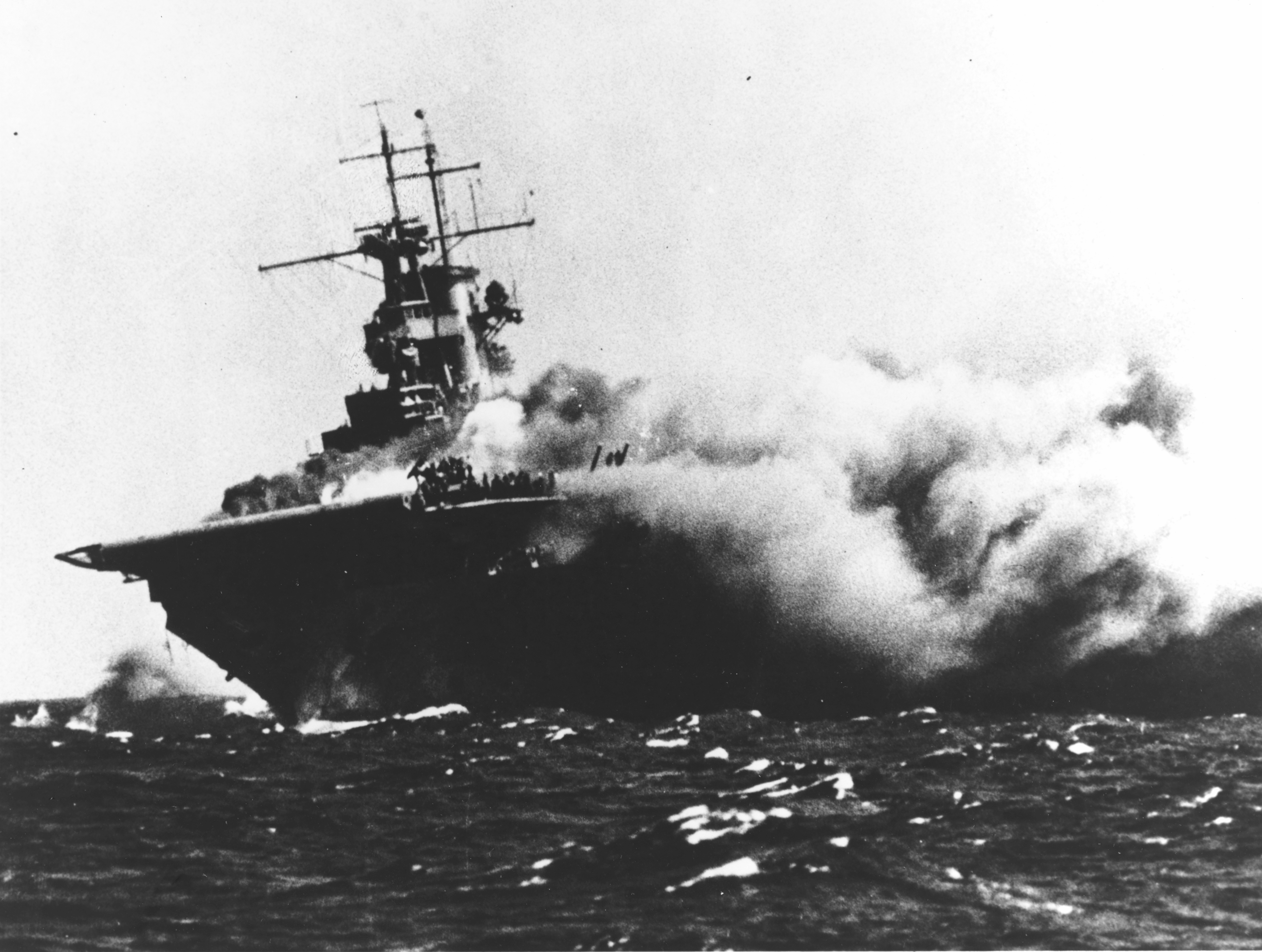
La portaerei Wasp in fiamme: la sua distruzione fu uno dei maggiori successi della 6ª Flotta di Komatsu

Con il proseguire del conflitto Komatsu ristudiò le teorie d'ingaggio della 6ª Flotta, ponendo la priorità degli attacchi sul naviglio logistico (cargo, mercantili, petroliere) e mettendo in secondo piano la distruzione di unità belliche. Subito dopo lo sbarco statunitense su Guadalcanal, Komatsu si spostò nella grande base aeronavale di Truk assieme alla 2ª e 3ª Flotta, per operare da qui in supporto alle forze nipponiche stanziate a Rabaul; già tra il 23 e il 25 agosto inviò nove sommergibili (I-9, I-11, I-15, I-17, I-19, I-26, I-31, I-174, I-175) a partecipare alla battaglia delle Salomone Orientali, ma essi ricoprirono solo un ruolo marginale. Ben più efficace si rivelò invece lo schieramento di dieci sommergibili nelle acque a est e sud delle isole Salomone, che Komatsu rimaneggiò più volte: a dispetto delle nuove direttive, l'I-26 danneggiò gravemente la portaerei USS Saratoga con un siluro il 31 agosto, costringendola a lunghe riparazioni. Inoltre il 15 settembre la linea di sbarramento predisposta a sud-est di San Cristóbal ottenne una seconda vittoria, quando nel primo pomeriggio lo I-19 colpì con tre siluri la portaerei USS Wasp, che esplose e colò a picco, danneggiò la corazzata USS North Carolina e immobilizzò un cacciatorpediniere, affondato in seguito alle troppo gravi avarie. Agli americani rimasero solo due portaerei in tutto il teatro di guerra del Pacifico, ma l'Impero giapponese non seppe approfittare convenientemente del temporaneo margine di vantaggio. Infatti nella battaglia delle isole Santa Cruz (25-26 ottobre) la 2ª e 3ª Flotta riuscirono a distruggere la USS Hornet, ma lo scotto pagato in termini di piloti addestrati ridusse eccessivamente l'efficacia dei gruppi imbarcati, che furono ritirati in patria. Al combattimento parteciparono anche dodici unità della 6ª Flotta, suddivise in due gruppi (I-4, I-5, I-7, I-8, I-22, I-176 e I-9, I-15, I-21, I-24, I-174, I-175) che però non riuscirono a ripetere i successi precedenti; solo lo I-21 fu in grado di portare un attacco rimasto senza esito alla USS Enterprise. Mentre il contrasto ai convogli statunitensi diretti a Guadalcanal non raccoglieva grandi risultati, Komatsu registrò un'altra vittoria la mattina del 13 novembre, quando lo I-26 fece saltare in aria l'incrociatore leggero USS Juneau, che procedeva a bassa velocità dopo i danni sofferti nella battaglia notturna del 12-13 novembre. Dopo novembre, comunque, i sommergibili giapponesi cominciarono a incontrare difficoltà crescenti a causa della riorganizzazione statunitense e, inoltre, Komatsu ebbe ordine di impiegare una parte delle sue forze per recare approvvigionamenti alle truppe su Guadalcanal, in piena crisi logistica. Alcuni battelli (tra i quali lo I-5, I-6, I-16) compirono missioni analoghe verso la Nuova Guinea, dove un folto distaccamento giapponese era stato respinto con gravi perdite da Port Moresby e si preparava a difendere la costa nord-orientale, occupata in luglio.

### Ultimi anni, ritiro e morte
Dopo l'evacuazione finale di Guadalacanal, Komatsu continuò a organizzare viaggi di rifornimento e ricognizione nelle Salomone centro-meridionali e in Nuova Guinea. All'inizio di marzo ebbe ordini di distaccare qualche sommergibile nel Mare di Bismarck, dove un convoglio composto da otto cacciatorpediniere e nove unità da carico era stato decimato dall'aviazione australiano-statunitense mentre faceva rotta per Lae e Salamaua. Lo I-26 trasse in salvo 114 naufraghi e lo I-17 ne accolse a bordo oltre 150, ma in generale il bilancio di morti fu oneroso. Il 21 giugno 1943 Komatsu cedette infine il posto alla testa della 6ª Flotta al viceammiraglio Takeo Takagi e rientrò in patria: non avrebbe più tenuto comandi in mare. Infatti fu dapprima messo a capo del 3º Distretto navale (Sasebo), che diresse a lungo, poi il 4 novembre 1944 fu nominato direttore dell'Accademia navale. Il 15 gennaio 1945 lasciò comunque l'incarico e rimase per diversi mesi a disposizione dello stato maggiore generale. A metà maggio fu posto nella riserva ufficiali e non ebbe più alcun ruolo nelle vicende ultime del Giappone in guerra.
Negli anni seguenti la capitolazione, Komatsu non fu incriminato e nel 1947 fu eletto alla Camera dei Consiglieri, l'organo senatoriale previsto dalla nuova Costituzione fortemente sollecitata dagli occupanti statunitensi. Mantenne il seggio sino alla morte, avvenuta a Tokyo il 5 novembre 1970 all'età di 82 anni.